# Condado de Toombs
O Condado de Toombs é um dos 159 condados do Estado americano de Geórgia. A sede do condado é Lyons, e sua maior cidade é Lyons. O condado possui uma área de 955 km², uma população de 26 067 habitantes, e uma densidade populacional de 27 hab/km² (segundo o censo nacional de 2000). O condado foi fundado em 18 de agosto de 1905.